# Каминояма (княжество)
Княжество Каминояма (яп. 上山藩 Каминояма-хан) — феодальное княжество (хан) в Японии периода Эдо (1622—1871), в провинции Муцу региона Тосандо на севере острова Хонсю (современная префектура Ямагата).

## Краткая история
Административный центр княжества: замок Каминояма (современный город Каминояма, префектура Ямагата).
Доход хана:
- 1622—1627 годы — 40 000 коку риса
- 1628—1691 годы — 25-35 000 коку
- 1692—1697 годы — 38 700 коку риса
- 1697—1871 годы — 30 000 коку

Княжество Каминояма было образовано в 1622 году Его первым правителем стал Мацудайра Сигэтада (1570—1626), бывший владелец Ёкосука-хана (провинция Тотоми). В 1626 году ему наследовал приёмный сын Мацудайра Сигэнао (1601—1643), который в том же году был переведен в Мита-хан (провинция Сэтцу).
В 1626—1627 годах Каминояма-ханом владел Гамо Тадатомо (1604—1634), который в 1627 году был переведен Иё-Мацуяма-хан (провинция Иё).
В 1628—1691 годах в княжестве правил род Токи. В 1628 году домен получил во владение Токи Ёриюки (1608—1685), бывший правитель Мория-хана (провинция Симоса). В 1678 году он передал власть в княжестве своему старшему сыну Токи Ёритаке (1642—1722). В 1691 году Токи Ёритака был переведен в Ноока-хан (провинция Этидзэн).
В 1692—1697 годах Каминояма-ханом владел Канамори Ёритоки (1669—1736), ранее правивший в Такаяма-хане (провинция Хида). В 1697 году он был переведен в Гудзё-хан (провинция Мино).
С 1697 по 1871 год княжеством управлял род Мацудайра (ветвь Фудзии). В 1697 году первым правителем домена стал Мацудайра Нобумити (1676—1722), переведенный туда из Нивасэ-хана (провинция Биттю). Его потомки правили в княжестве вплоть до 1871 года.
Каминояма-хан был ликвидирован в 1871 году.

## Правители княжества
- Род Мацудайра (ветвь Номи), 1622—1626 (фудай-даймё)

| № | Имя                | Имя       | Годы правления | Годы жизни  | Примечания                                                       |
| - | ------------------ | --------- | -------------- | ----------- | ---------------------------------------------------------------- |
| 1 | Мацудайра Сигэтада | 松平 重忠 | 1622 — 1626    | 1570 — 1626 | Старший сын Мацудайры Сигэкацу                                   |
| 2 | Мацудайра Сигэнао  | 松平重直  | 1626 — 1626    | 1601 — 1643 | Четвертый сын Огасавары Хидэмасы, усыновлён Мацудайрой Сигэтадой |

- Род Гамо, 1626—1627 (тодзама-даймё)

| № | Имя           | Имя      | Годы правления | Годы жизни  | Примечания              |
| - | ------------- | -------- | -------------- | ----------- | ----------------------- |
| 1 | Гамо Тадатомо | 蒲生忠知 | 1626 — 1627    | 1604 — 1634 | Второй сын Гамо Хидэюки |

- Род Токи, 1628—1691 (фудай-даймё)

| № | Имя          | Имя      | Годы правления | Годы жизни  | Примечания                         |
| - | ------------ | -------- | -------------- | ----------- | ---------------------------------- |
| 1 | Токи Ёриюки  | 土岐頼行 | 1628 — 1678    | 1608 — 1685 | Старший сын Токи Садакити          |
| 2 | Токи Ёритака | 土岐頼殷 | 1678 — 1691    | 1642 — 1722 | Старший сын и преемник Токи Ёриюки |

- Род Канамори, 1692—1697 (тодзама-даймё)

| № | Имя              | Имя      | Годы правления | Годы жизни  | Примечания                   |
| - | ---------------- | -------- | -------------- | ----------- | ---------------------------- |
| 1 | Канамори Ёритоки | 金森頼時 | 1692 — 1697    | 1669 — 1736 | Старший сын Канамори Ёринари |

- Род Мацудайра (ветвь Фудзии), 1697—1871 (фудай-даймё)

| №  | Имя                 | Имя      | Годы правления | Годы жизни  | Примечания                                                        |
| -- | ------------------- | -------- | -------------- | ----------- | ----------------------------------------------------------------- |
| 1  | Мацудайра Нобумити  | 松平信通 | 1697 — 1722    | 1676 — 1722 | Второй сын Мацудайры Нобуюки                                      |
| 2  | Мацудайра Нагацунэ  | 松平長恒 | 1722 — 1732    | 1716 — 1779 | Второй сын и преемник Мацудайры Нобумити                          |
| 3  | Мацудайра Нобумаса  | 松平信将 | 1732 — 1761    | 1717 — 1761 | Сын Мацудайры Тадатаки (1683—1743), усыновлён Мацудайрой Нагацунэ |
| 4  | Мацудайра Нобуцура  | 松平信亨 | 1761 — 1790    | 1746 — 1796 | Старший сын и преемник Мацудайры Нобумасы                         |
| 5  | Мацудайра Нобуфуса  | 松平信古 | 1790 — 1795    | 1770 — 1796 | Старший сын Мацудайры Нобуцуры                                    |
| 6  | Мацудайра Нобудзанэ | 松平信愛 | 1796 — 1805    | 1779 — 1805 | Третий сын Мацудайры Нобуцуры                                     |
| 7  | Мацудайра Нобуюки   | 松平信行 | 1805 — 1831    | 1790 — 1873 | Сын Мацудайры Ясутики, усыновлён Мацудайрой Нобудзанэ             |
| 8  | Мацудайра Нобумити  | 松平信宝 | 1831 — 1862    | 1817 — 1872 | Сын и преемник Мацудайры Нобуюки                                  |
| 9  | Мацудайра Нобуцунэ  | 松平信庸 | 1862 — 1868    | 1844 — 1918 | Старший сын Мацудайры Нобумити                                    |
| 10 | Мацудайра Нобуясу   | 松平信安 | 1868 — 1871    | 1864 — 1918 | Второй сын Мацудайры Нобумити                                     |